# Персонаж-талисман
Персонаж-талисман, маско́т (от англ. mascot — «человек, животное или объект, приносящий удачу») — практически любой узнаваемый персонаж, антропоморфный и не очень, олицетворяющий собой некий коллектив: школу, спортивную команду, сообщество, воинское подразделение, мероприятие или бренд.
Маскоты часто используются как персонажи, представляющие потребителям товары и услуги (например, клоун Рональд Макдональд). Для уличной рекламы, как правило, нанимают человека и наряжают его в костюм маскота. Активно используются люди в костюмах маскотов самыми различными спортивными командами, особенно североамериканскими. Одним из наиболее узнаваемых и знаменитых маскотов в США является «Филли Фанатик» — талисман бейсбольной команды «Филадельфия Филлиз».
Существует много известных маскотов музыкальных групп. Они изображаются на обложках альбомов, становятся частью лирических историй и даже полноценными участниками сценического шоу. Один из ярких примеров — зомби Эдди, ставший настоящим брендом группы Iron Maiden, розовая свинья группы Pink Floyd или Вик Раттлхэд группы Megadeth.
Свои талисманы существуют у Олимпийских и Паралимпийских игр, различных футбольных, хоккейных, бейсбольных и легкоатлетических чемпионатов.
В Интернете маскот — атрибут графических композиций и действующее лицо анимации рекламного характера на сетевых ресурсах, где большую роль играет дизайн и социальное позиционирование. Один из известных маскотов в Интернете — козёл Фрэнк (Frank the Goat), эмблема и покровитель Живого Журнала.
Маскот может стать лучшим инструментом продаж и маркетинга для любого бизнеса, в том числе и в Интернете, именно поэтому компании стремятся разработать свой собственный талисман. Создание социальной страницы талисмана в социальных сетях является одним из популярнейших инструментов для продвижения в Интернете. Именитые компании уже прибегают к данной практике. Свои аккаунты в Твиттере, Фейсбуке и Инстаграме, соответственно, ведут такие звёздные талисманы, как тигр Тони от «Kellogg’s Frosted Flakes», Мишелин Мэн от компании «Michelin», Зелёный Гигант от одноимённого бренда замороженных и консервированных овощей («Green Giant») и другие.
Многие проекты с открытым кодом также имеют свой талисман — например, у FreeBSD это чертёнок по имени Бисти, в случае Linux это пингвин Tux, а у XMPP-сервера ejabberd — ёжик.
В июне 2006 года официальным талисманом англоязычного Википроекта по аниме и манге стала Википе-тан, после того как предыдущий талисман (фанарт-рисунок Мидори Касугано из аниме-сериала «Midori Days») был удалён с Викисклада из-за проблем с авторскими правами. После этого персонаж получил определённое распространение среди пользователей MediaWiki, а в конце июля 2006 года стал официальным символом и русского википроекта по аниме и манге.
Radiator mascot — автомобильный термин: эмблема на радиаторе или передней части капота автомобиля.